# Michael Finley
Michael Howard Finley (Melrose Park, Illinois, 6 de marzo de 1973) es un exjugador de baloncesto estadounidense que disputó 15 temporadas en la NBA y que fue campeón en 2007. Con 2,01 metros de altura jugaba en la posición de escolta.

## Trayectoria deportiva

### Universidad
Finley jugó cuatro temporadas en la Universidad de Wisconsin, convirtiéndose en el máximo anotador de la historia de Wisconsin con 2.147, superando a Danny Jones en la temporada 1994-95, su año sénior. Fue nombrado All-American en sus tres últimas temporadas y durante su carrera promedió 18.7 puntos, 5.6 rebotes y 3.2 asistencias por partido. Como sophomore realizó su mejor temporada estadísticamente con 22.1 puntos, batiendo el récord de más puntos en una temporada con 620 en total. Fue elegido en el mejor quinteto de la Big Ten Conference tanto como sophomore como sénior (primer Badger en serlo desde John Kotz en 1941) y en el segundo quinteto en su año júnior. Es el único jugador en la historia de Wisconsin en anotar más de 500 puntos en tres campañas consecutivas y en 1993 fue nombrado Atleta Norteamericano Masculino del Año.

#### Estadísticas
| Año     | Equipo    | PJ  | PT  | MPP  | %TC  | %3P  | %TL  | RPP | APP | ROB | TPP | PPP  |
| ------- | --------- | --- | --- | ---- | ---- | ---- | ---- | --- | --- | --- | --- | ---- |
| 1991–92 | Wisconsin | 31  | 28  | 29.7 | .453 | .361 | .742 | 4.9 | 2.7 | .9  | .8  | 12.3 |
| 1992–93 | Wisconsin | 28  | 28  | 35.0 | .467 | .364 | .771 | 5.8 | 3.1 | 1.8 | .6  | 22.1 |
| 1993–94 | Wisconsin | 29  | 29  | 36.1 | .466 | .363 | .786 | 6.7 | 3.2 | 1.4 | .7  | 20.4 |
| 1994–95 | Wisconsin | 27  | 27  | 37.0 | .379 | .284 | .773 | 5.2 | 4.0 | 1.9 | .6  | 20.5 |
| Total   | Total     | 115 | 112 | 34.3 | .440 | .338 | .769 | 5.6 | 3.2 | 1.5 | .7  | 18.7 |

### NBA

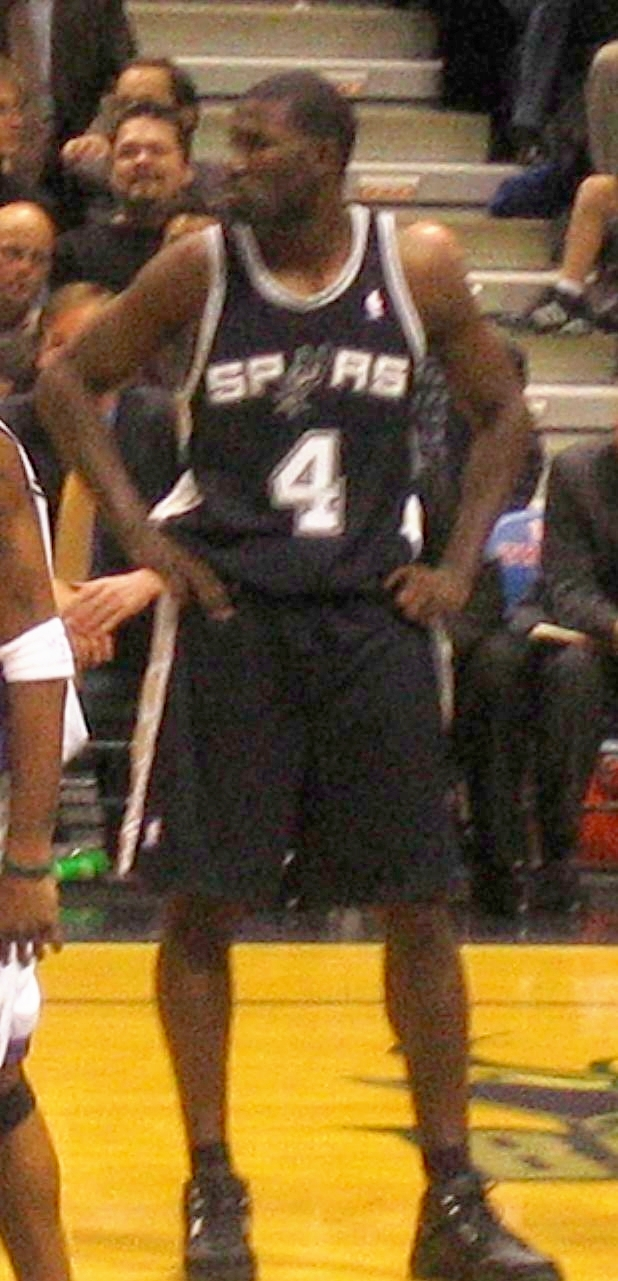
Finley con los Spurs en 2005.

Fue seleccionado por Phoenix Suns en el Draft de 1995 en la 21.ª posición. Tuvo una primera temporada en la NBA muy exitosa, siendo nombrado en el mejor quinteto de rookies de la campaña y quedando en tercera posición en la votación al Rookie del Año, tras promediar 15 puntos por partido, 4.6 rebotes y 3.5 asistencias. Se convirtió en uno de los tres rookies en la historia de los Suns en anotar 1000 puntos en su primera temporada. A pesar de ello, fue traspasado a Dallas Mavericks en 1997 junto con Sam Cassell, A.C. Green y una segunda ronda de draft a cambio de Jason Kidd, Tony Dumas y Loren Meyer.
En su primera temporada en los Mavs, lideró al equipo en anotación, asistencias y robos de balón. Junto con el otro ex Suns Steve Nash y el alemán Dirk Nowitzki, se convirtieron en la columna vertebral del equipo y en la máxima referencia ofensiva, siendo conocidos como "The Big Three".
En 2000, asistió a su primer All-Star Game, anotando once puntos en el partido. En 2001 volvió a ser seleccionado.
En los Mavericks continuaba siendo, junto a Dirk Nowitzki, el máximo artillero, además de realizar actuaciones que le convirtieron en uno de los jugadores más decisivos de la liga cuando el partido llega a la hora de ser decidido. Por razones financieras, fue cortado por los Mavericks en 2005, convirtiéndose en agente libre restringido y posteriormente, firmando por San Antonio Spurs. 
En su primera temporada en el equipo, fue eliminado de los playoffs en semifinales de conferencia por sus antiguos compañeros de Dallas Mavericks, a la postre subcampeones de la NBA. En su segunda temporada en San Antonio, fue campeón de la NBA tras vencer en la final a los Cleveland Cavaliers de LeBron James (4-0).
Durante su quinta temporada con los Spurs, Finley pidió al equipo la rescisión de su contrato, por lo que el 1 de marzo de 2010 fue cortado.
El 4 de marzo de 2010, Finley llega a un acuerdo verbal con los Boston Celtics para lo que queda de temporada. Firmando 2 días el después, el 6 de marzo. Los Celtics llegaron a las finales de 2010, pero cayeron ante Los Angeles Lakers de Kobe Bryant y Pau Gasol en siete encuentros (3-4). Al término de esa temporada, Finley anunció su retirada.

### Selección nacional
En 1993 participó en las Universiadas con el equipo estadounidense y donde ganaron el oro.
En verano de 1994 fue parte del equipo que representó a Estados Unidos en los Goodwill Games de 1994, y que se llevó la medalla de bronce.
Michael fue integrante del combinado absoluto estadounidense que participó en el Mundial de 2002 y que terminó en sexta posición.

## Estadísticas de su carrera en la NBA
|  | Líder de la liga                                 |
|  | Denota temporada en la que fue Campeón de la NBA |

### Temporada regular
| Año      | Equipo      | PJ   | PT  | MPP  | %TC  | %3P  | %TL   | RPP | APP | ROB | TPP | PPP  |
| -------- | ----------- | ---- | --- | ---- | ---- | ---- | ----- | --- | --- | --- | --- | ---- |
| 1995–96  | Phoenix     | 82   | 72  | 39.2 | .476 | .328 | .749  | 4.6 | 3.5 | 1.0 | .4  | 15.0 |
| 1996–97  | Phoenix     | 27   | 18  | 29.5 | .475 | .255 | .812  | 4.4 | 2.5 | .7  | .2  | 13.0 |
| 1996–97  | Dallas      | 56   | 36  | 35.6 | .432 | .387 | .807  | 4.5 | 2.8 | .9  | .4  | 16.0 |
| 1997–98  | Dallas      | 82   | 82  | 41.4 | .449 | .357 | .784  | 5.3 | 4.9 | 1.6 | .4  | 21.5 |
| 1998–99  | Dallas      | 50   | 50  | 41.0 | .444 | .331 | .823  | 5.3 | 4.4 | 1.3 | .3  | 20.2 |
| 1999–00  | Dallas      | 82   | 82  | 42.3 | .457 | .401 | .820  | 6.3 | 5.3 | 1.3 | .4  | 22.6 |
| 2000–01  | Dallas      | 82   | 82  | 42.0 | .458 | .346 | .775  | 5.2 | 4.4 | 1.4 | .4  | 21.5 |
| 2001–02  | Dallas      | 69   | 69  | 39.9 | .463 | .339 | .837  | 5.2 | 3.3 | .9  | .4  | 20.6 |
| 2002–03  | Dallas      | 69   | 69  | 38.3 | .425 | .370 | .861  | 5.8 | 3.0 | 1.1 | .3  | 19.3 |
| 2003–04  | Dallas      | 72   | 72  | 38.6 | .443 | .405 | .850  | 4.5 | 2.9 | 1.2 | .5  | 18.6 |
| 2004–05  | Dallas      | 64   | 64  | 36.8 | .427 | .407 | .831  | 4.1 | 2.6 | .8  | .3  | 15.7 |
| 2005–06  | San Antonio | 77   | 18  | 26.5 | .412 | .394 | .852  | 3.2 | 1.5 | .5  | .1  | 10.1 |
| 2006–07  | San Antonio | 82   | 16  | 22.2 | .412 | .364 | .918  | 2.7 | 1.3 | .4  | .2  | 9.0  |
| 2007–08  | San Antonio | 82   | 61  | 26.9 | .414 | .370 | .800  | 3.1 | 1.4 | .3  | .1  | 10.1 |
| 2008–09  | San Antonio | 81   | 77  | 28.8 | .437 | .411 | .823  | 3.3 | 1.4 | .5  | .2  | 9.7  |
| 2009–10  | San Antonio | 25   | 6   | 15.8 | .381 | .317 | .667  | 1.5 | .8  | .2  | .2  | 3.7  |
| 2009–10  | Boston      | 21   | 1   | 15.0 | .506 | .463 | .333  | 1.6 | 1.1 | .2  | .1  | 5.2  |
| Total    | Total       | 1103 | 875 | 34.5 | .440 | .390 | .813  | 4.1 | 2.9 | .9  | .3  | 15.7 |
| All-Star | All-Star    | 2    | 0   | 14.5 | .476 | .250 | 1.000 | 2.0 | 2.5 | .0  | .0  | 11.5 |

### Playoffs
| Año   | Equipo      | PJ  | PT | MPP  | %TC  | %3P  | %TL   | RPP | APP | ROB | TPP | PPP  |
| ----- | ----------- | --- | -- | ---- | ---- | ---- | ----- | --- | --- | --- | --- | ---- |
| 2001  | Dallas      | 10  | 10 | 43.4 | .360 | .362 | .818  | 5.3 | 4.4 | 1.2 | .2  | 19.7 |
| 2002  | Dallas      | 8   | 8  | 46.6 | .466 | .378 | .900  | 6.3 | 2.3 | 1.5 | .5  | 24.6 |
| 2003  | Dallas      | 20  | 20 | 41.1 | .435 | .412 | .864  | 5.8 | 3.0 | 1.3 | .6  | 18.3 |
| 2004  | Dallas      | 5   | 5  | 39.2 | .382 | .269 | .600  | 3.2 | 2.6 | .8  | .6  | 13.0 |
| 2005  | Dallas      | 13  | 13 | 37.8 | .425 | .393 | .889  | 4.3 | 2.2 | 1.3 | .0  | 13.1 |
| 2006  | San Antonio | 13  | 4  | 31.6 | .476 | .383 | .900  | 3.8 | 1.4 | .6  | .2  | 10.5 |
| 2007  | San Antonio | 20  | 20 | 26.9 | .410 | .419 | .897  | 2.9 | 1.1 | .6  | .2  | 11.3 |
| 2008  | San Antonio | 17  | 11 | 23.0 | .402 | .365 | 1.000 | 1.9 | 1.0 | .3  | .2  | 6.7  |
| 2009  | San Antonio | 5   | 5  | 28.6 | .441 | .467 | .750  | 3.0 | 1.0 | .2  | .2  | 8.0  |
| 2010  | Boston      | 18  | 0  | 6.0  | .250 | .273 | 1.000 | .6  | .2  | .2  | .0  | .8   |
| Total | Total       | 129 | 96 | 30.3 | .418 | .388 | .866  | 3.5 | 1.8 | .8  | .2  | 11.8 |

## Logros y reconocimientos
Universidad
- 2 veces First-team All-Big Ten (1993, 1995)
- USA Basketball Male Athlete of the Year (1993)

NBA
- Campeón de la NBA (2007)
- Mejor quinteto de rookies de la NBA (1996)
- 2 veces All Star (2000 y 2001)

### Partidos ganados sobre la bocina
|      | con Phoenix Suns             |
|      | con Dallas Mavericks         |
| (PO) | Denota un partido de PlayOff |

| Número | Tiro               | Margen | Resultado | Oponente           | Fecha                   |
| ------ | ------------------ | ------ | --------- | ------------------ | ----------------------- |
| 1      | Tiro en suspensión | -1     | 113-114   | Los Angeles Lakers | 25 de noviembre de 1995 |
| 2      | Tiro de tres       | Empate | 85-82     | Indiana Pacers     | 13 de febrero de 1998   |
| 3      | Tiro en suspensión | Empate | 77-79     | San Antonio Spurs  | 10 de noviembre de 2000 |